# Abbazia di San Martino in Campo

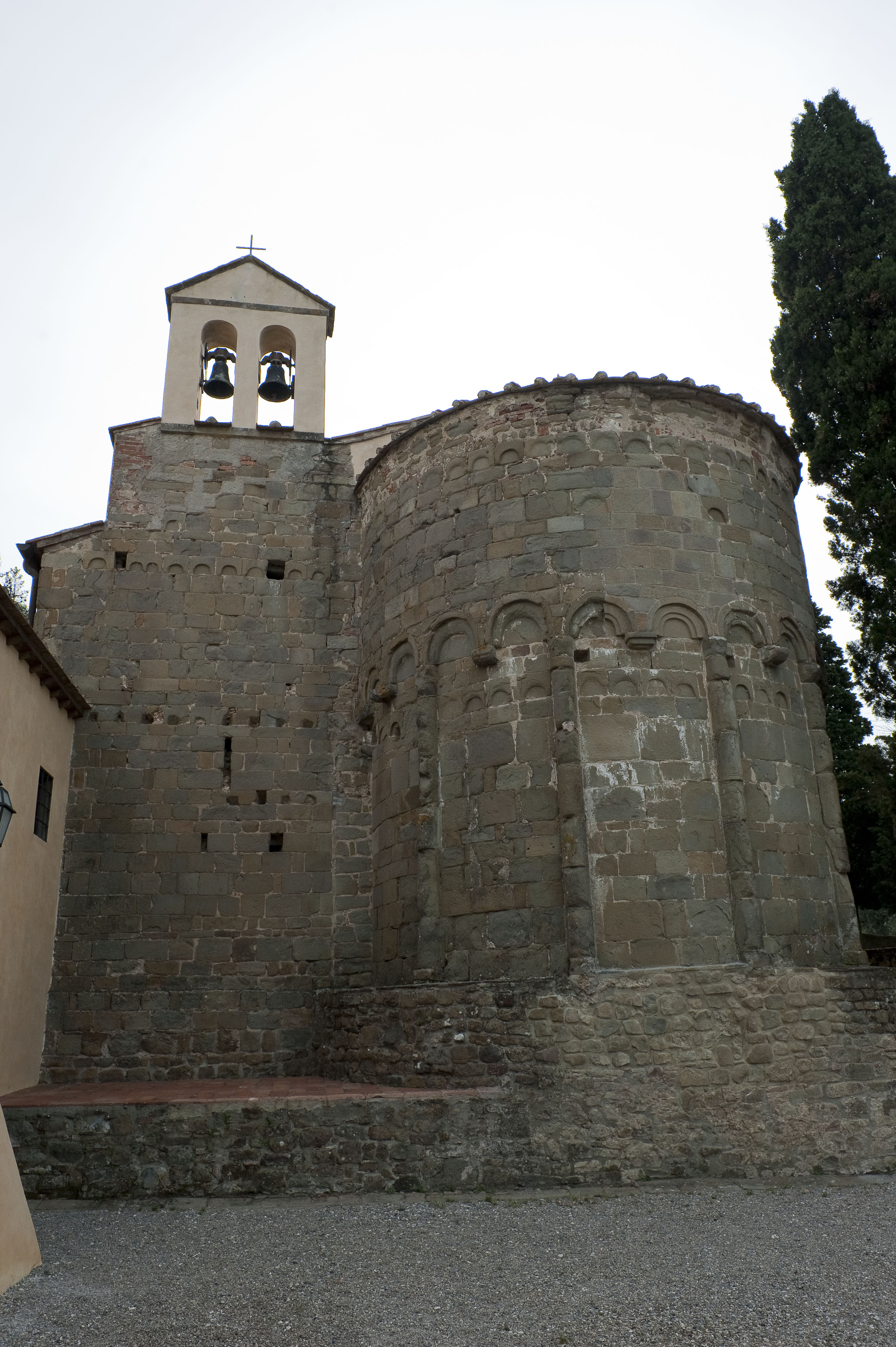
Abside dell'Abbazia di San Martino in Campo probabilmente dell'XI-XII secolo

L'abbazia di San Martino in Campo si trova nel comune di Capraia e Limite, in provincia di Firenze, pur rimanendo legata alla diocesi di Pistoia; È situata al margine di un bosco, poco distante dal crinale del Montalbano, ma abbastanza vicina all'Arno e al borgo di Artimino, nel comune di Carmignano. 

## Storia
Nasce come struttura conventuale e potrebbe essere messa in relazione ad un'antica viabilità alto-medievale di crinale, che dall'Arno, attraversato nel punto più stretto (area della Gonfolina), giungeva nel pistoiese. Si sarebbe quindi trattato di un antico "ospedale", punto di sosta per i pellegrini, verso la chiesa di San Giusto, la torre di Sant'Alluccio (rimasto solo come toponimo) ed il successivo ospizio di San Baronto.
Il primo documento storico certo è databile al 1057 anno in cui il vescovo di Pistoia Martino istituì il monasterium S. Martini situm Casa Nova.
Nel secolo XIII il cenobio risulta sottoposto alla pieve di Artimino e faceva da riferimento ad una piccola comunità ("popolo") con "5 fuochi". 
Secondo alcuni studiosi, il monastero fu abitato dai benedettini tra il XII secolo e il 1464, quando il complesso venne danneggiato o distrutto, presumibilmente dall'esercito lucchese.
Nel resoconto della visita pastorale del 1535 il monastero è indicato come abbatia S. Martini in Campo Ordini S. Augustini, denominazione che contrasterebbe con la sua corrente identificazione come monastero benedettino o vallombrosano.
Nel XVI secolo il monastero fu soppresso e i beni furono dati in commenda alla famiglia Frescobaldi di Firenze, così come anche la pieve di Artimino.
Dal XVII secolo mantenne solo la funzione di parrocchia, appartenente, appartenente al comune di Carmignano ed alla diocesi di Pistoia.
Nel XIX secolo, in seguito alla rettifica dei confini comunali, la chiesa venne a ricadere, per poche decine di metri, nel territorio del comune di Capraia e Limite.
I restauri degli anni cinquanta del Novecento, resi urgenti dai danni di guerra, furono condotti dalla Soprintendenza sotto la direzione dell'architetto Morozzi il quale distrusse l'impianto barocchetto della chiesa oltre al pregevole affresco seicentesco nell'abside di Cosimo Ulivelli, inoltre riportò la chiesa all'impianto romanico, evidenziando una primitiva fase costruttiva, datata probabilmente al X secolo.

## Descrizione
La chiesa, originariamente a tre navate, fu riparata o ricostruita mantenendo due sole delle tre navate originarie, e da allora risulta asimmetrica. I lavori di restauro iniziati nel 2001 hanno rilevato come non siano da escludere cause geologiche all'origine del crollo della navata sinistra.
Sono ancora visibili all'esterno dell'attuale chiesa le fondamenta del precedente campanile rotondo di stile ravennate, e le tre absidi dello stesso stile della vicina chiesa di San Leonardo ad Artimino. A questo periodo risale l'architrave sul lato destro, decorato al centro con un Cristo entro una mandorla e ai lati motivi a intrecci e figure animali.
All'interno è un affresco rappresentante la Madonna col Bambino tra i santi Antonio abate, Martino, Nicola e Lucia di un pittore toscano di tradizione tardo - gotica del XV secolo.